# Jean-Joseph Carriès

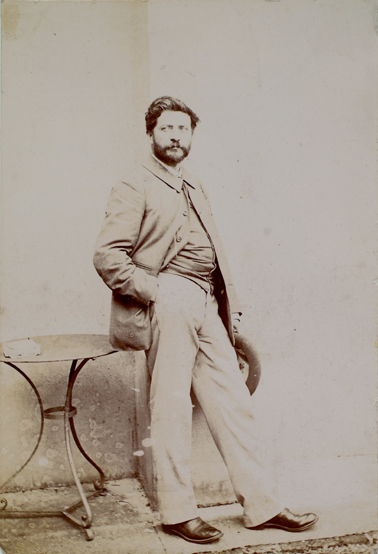
Jean-Joseph Carriès in 1890.

Jean-Joseph Marie Carriès (Lyon, 15 februari 1855 – Parijs, 1 juli 1894) was een Franse beeldhouwer en keramiekkunstenaar uit de 19e eeuw. Hij stond mede aan de oorsprong van de jugendstil.

## Leven
Carriès stamt uit een eenvoudige familie en zijn vader was schoenmaker in Lyon. Op vroege leeftijd verloor hij zijn ouders, waarna hij opgroeide in een rooms-katholiek weeshuis. In 1868 studeerde Carriès bij de beeldhouwer Pierre Vermare, die hem aanraadde zijn studie in Parijs voort te zetten. In 1874 schreef hij zich in aan de gerenommeerde École des Beaux-Arts, om onder Auguste Dumont verder te studeren. In het jaar daarop vond zijn eerste tentoonstelling plaats in de Salon de Paris, waar hij grote waardering voor zijn werk oogstte. Van 1876 tot 1878 voldeed hij in Lyon aan zijn militaire dienstplicht. Daarna keerde hij terug naar Parijs en opende zijn eigen atelier. Na een bezoek aan de wereldtentoonstelling van 1878 met Japanse kunstwerken raakte hij geïnteresseerd in gres ("ce mâle de la porcelaine") en keramiek en begon hij polychrome horror-maskers te vervaardigen. In oktober 1883 leerde hij de beroemde gieter Pierre Bingen kennen, die zich gespecialiseerd had in de verlorenwasmethode. Deze samenwerking maakte het Carriès mogelijk om de patina van zijn beeldhouwwerken zelf uit te voeren. In de jaren daarop stelde hij tentoon in de Salon du Champ-de-Mars en in de Cercle d’Art van Les XX in Brussel. In 1888 had hij voldoende financiële onafhankelijkheid om een atelier te openen in Saint-Amand-en-Puisaye, waarna hij zich wijdde aan pottenbakken en grès. In 1892 onderscheidde de Franse regering hem met een benoeming tot Ridder in het Legioen van Eer. In 1894 kreeg hij pleuritis en in datzelfde jaar stierf hij op 39-jarige leeftijd aan de gevolgen van een hersenvliesontsteking. Hij werd begraven op Père Lachaise in Parijs.

## Werken

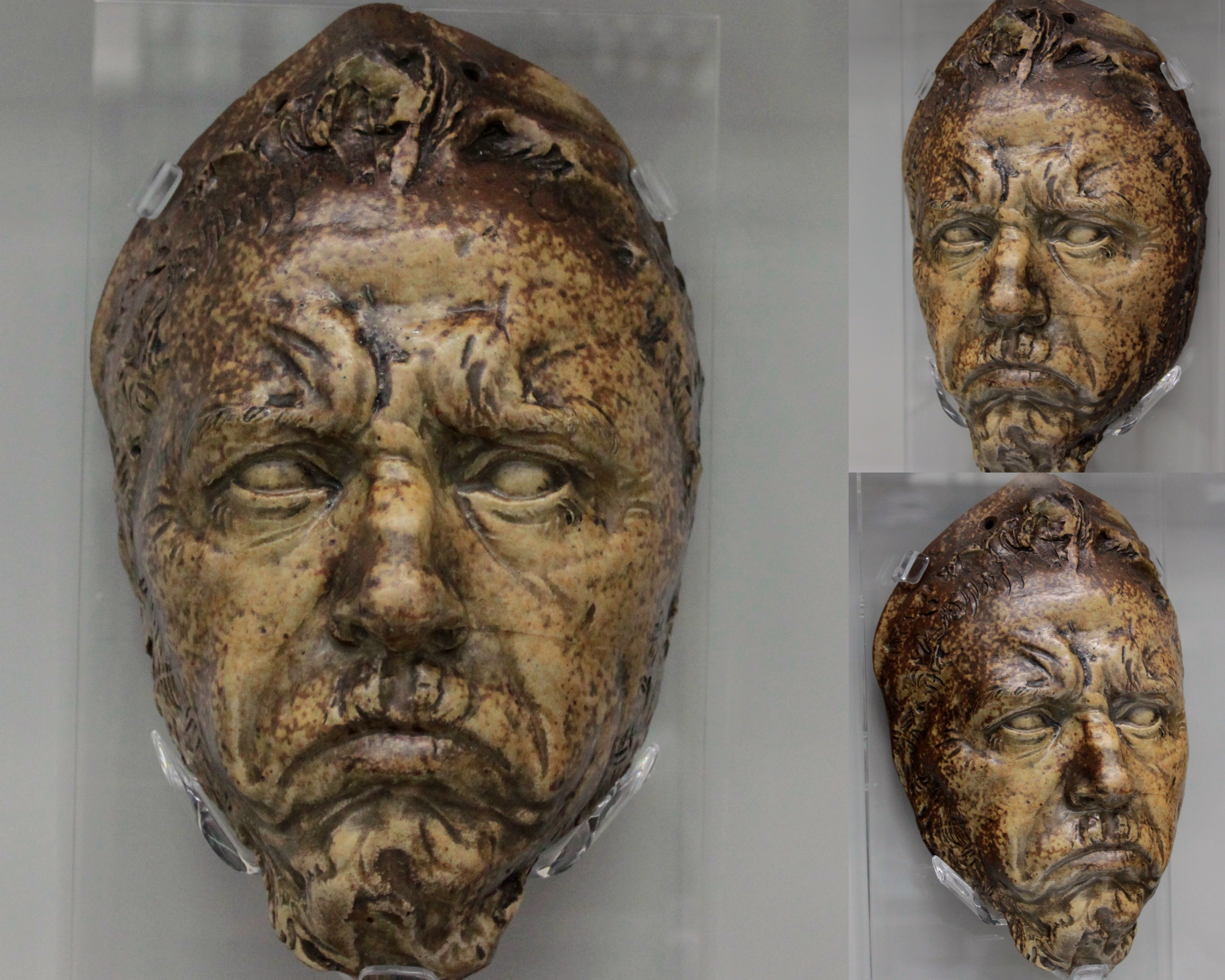
Zelfportret.

Het Musée du Petit Palais in Parijs beheert een collectie van werken van Carriès, grotendeels geschonken in 1904 door Georges Hoentschel. Ook het Musée d'Orsay bezit vele van zijn werken. Voorbeelden van zijn werken:
- Évêque, 1883-1889, brons, Parijs, Musée d'Orsay.
- buste van Jules Breton, 1881, plâtre patiné, Parijs, Petit Palais.
- buste van Louise Labé, brons, Lyon, Musée des Beaux-Arts.
- Le Mineur de la Loire, plâtre patiné, Parijs, Musée d’Orsay .
- Faune, hoofd van brons, grès émaillé, Parijs, Musée d’Orsay.
- Jean Carriès zelfportret, cire vierge.
- l’Infante, grès émaillé, 1889-1894.
- Le Cabotin, brons, 1892, gewijd aan acteur Coquelin.
- zelfportret, plâtre patiné, Musée du Grès, Saint-Amand-en-Puisaye.